# Секуле
Секуле (словац. Sekule) — село, громада округу Сениця, Трнавський край. Кадастрова площа громади — 23.49 км².
Населення 1790 осіб (станом на 31 грудня 2020 року).

## Географія
Протікає Малолеварський канал

## Історія
Секуле згадуються 1402 року.

## Населення
| Рік:            | 1994. | 2004.   | 2014.   | 2024.   |
| --------------- | ----- | ------- | ------- | ------- |
| Кількість осіб: | 1578  | 1633    | 1738    | 1724    |
| Різниця:        |       | +3,48 % | +6,42 % | -0,80 % |

| Рік:            | 2023. | 2024.   |
| --------------- | ----- | ------- |
| Кількість осіб: | 1732  | 1724    |
| Різниця:        |       | -0,46 % |